# Ahymara Espinoza
Ahymara del Carmen Espinoza Echenique (Río Chico, Miranda, 28 de mayo de 1985) es una atleta venezolana especializada en lanzamiento de bala. Representó a su país en el Campeonato Mundial de Atletismo de 2013, sin calificar a las finales.

## Mejor desempeño
Su mejor desempeño en el evento es de 18,19 metros  puesto en Río de Janeiro, Brasil, en 2016. Este es el récord nacional actual.
- Lanzamiento de bala: 18.19 m –  Río de Janeiro, 15 de mayo de 2016

## Participación
| Año                       | Competencia                                        | Sede                      | Posición                  | Evento                    | Notas                     |
| Representando a Venezuela | Representando a Venezuela                          | Representando a Venezuela | Representando a Venezuela | Representando a Venezuela | Representando a Venezuela |
| ------------------------- | -------------------------------------------------- | ------------------------- | ------------------------- | ------------------------- | ------------------------- |
| 2002                      | Juegos Suramericanos                               | Belém, Brasil             | 1.º                       | Lanzamiento de tiro       | 13.97 m                   |
| 2002                      | Campeonato Centroamericano y del Caribe (U17)      | Bridgetown, Barbados      | 1.º                       | Lanzamiento de tiro       | 13.97 m                   |
| 2002                      | Campeonato Mundial Júnior                          | Kingston, Jamaica         | 15 (q)                    | Lanzamiento de tiro       | 13.83 m                   |
| 2002                      | Campeonato Juvenil Sudamericano de Atletismo (U23) | Asunción, Paraguay        | 1.º                       | Lanzamiento de tiro       | 13.93 m                   |
| 2004                      | Campeonato Sudamericano de Atletismo (U23)         | Barquisimeto, Venezuela   | 2.º                       | Lanzamiento de tiro       | 15.45 m                   |
| 2004                      | Campeonato Mundial Júnior                          | Grosseto, Italia          | 20 (q)                    | Lanzamiento de tiro       | 14.24 m                   |
| 2005                      | Juegos ALBA                                        | La Habana, Cuba           | 2.º                       | Lanzamiento de tiro       | 15.81 m                   |
| 2005                      | Juegos Bolivarianos                                | Armenia, Colombia         | 2.º                       | Lanzamiento de tiro       | 15.17 m                   |
| 2006                      | Juegos Suramericanos                               | Buenos Aires, Argentina   | 2.º                       | Lanzamiento de tiro       | 15.06 m                   |
| 2007                      | Juegos ALBA                                        | Caracas, Venezuela        | 6                         | Lanzamiento de tiro       | 14.87 m                   |
| 2008                      | XIII Campeonato Iberoamericano de Atletismo        | Iquique, Chile            | 3.º                       | Lanzamiento de tiro       | 14.98 m                   |
| 2009                      | Juegos ALBA                                        | La Habana, Cuba           | 7                         | Lanzamiento de tiro       | 15.24 m                   |
| 2009                      | Juegos Bolivarianos                                | Sucre, Bolivia            | 2.º                       | Lanzamiento de tiro       | 16.32 m                   |
| 2010                      | XIV Campeonato Iberoamericano de Atletismo         | San Fernando, España      | 6                         | Lanzamiento de tiro       | 15.43 m                   |
| 2011                      | Juegos Militares Mundiales                         | Río de Janeiro, Brasil    | —                         | Lanzamiento de martillo   | NM                        |
| 2011                      | Juegos ALBA                                        | Barquisimeto, Venezuela   | 2.º                       | Lanzamiento de tiro       | 15.98 m                   |
| 2012                      | XV Campeonato Iberoamericano de Atletismo          | Barquisimeto, Venezuela   | 7                         | Lanzamiento de tiro       | 15.91 m                   |
| 2013                      | Campeonato Sudamericano de Atletismo               | Cartagena, Colombia       | 3.º                       | Lanzamiento de tiro       | 17.47 m                   |
| 2013                      | Campeonato Mundial de Atletismo                    | Moscú, Rusia              | 24 (q)                    | Lanzamiento de tiro       | 16.86 m                   |
| 2013                      | Juegos Bolivarianos                                | Trujillo, Perú            | 1.º                       | Lanzamiento de tiro       | 18.15 m                   |
| 2014                      | Juegos Suramericanos                               | Santiago, Chile           | 2.º                       | Lanzamiento de tiro       | 17.63 m                   |
| 2015                      | Campeonato Sudamericano de Atletismo               | Lima, Perú                | 3.º                       | Lanzamiento de tiro       | 17.25 m                   |
| 2015                      | Juegos Panamericanos                               | Toronto, Canadá           | 8                         | Lanzamiento de tiro       | 17.29 m                   |
| 2015                      | Campeonato Mundial de Atletismo                    | Beijing, China            | 21 (q)                    | Lanzamiento de tiro       | 16.76 m                   |
| 2016                      | XVII Campeonato Iberoamericano de Atletismo        | Río de Janeiro, Brasil    | 1.º                       | Lanzamiento de tiro       | 18.19 m                   |
| 2016                      | Juegos Olímpicos                                   | Río de Janeiro, Brasil    | 19 (q)                    | Lanzamiento de tiro       | 17.27 m                   |
| 2018                      | Juegos Suramericanos                               | Cochabamba, Bolivia       | 2.º                       | Lanzamiento de tiro       | 18.09 m                   |
| 2018                      | XXIII Juegos Centroamericanos y del Caribe         | Barranquilla, Colombia    | 4                         | Lanzamiento de tiro       | 17.77 m                   |
| 2019                      | Campeonato Sudamericano de Atletismo               | Lima, Perú                | 1.º                       | Lanzamiento de tiro       | 17.44 m                   |
| 2019                      | Juegos Panamericanos                               | Lima, Perú                | 10                        | Lanzamiento de tiro       | 16.49 m                   |
| 2019                      | Campeonato Mundial de Atletismo                    | Doha, Catar               | 27 (q)                    | Lanzamiento de tiro       | 16.89 m                   |
| 2021                      | Campeonato Sudamericano de Atletismo               | Guayaquil, Ecuador        | 2.º                       | Lanzamiento de tiro       | 16.95 m                   |